# Chaetocnema dispar
Chaetocnema dispar är en skalbaggsart som beskrevs av Horn 1889. Chaetocnema dispar ingår i släktet Chaetocnema och familjen bladbaggar. Inga underarter finns listade i Catalogue of Life.